# Офтальмоскопия

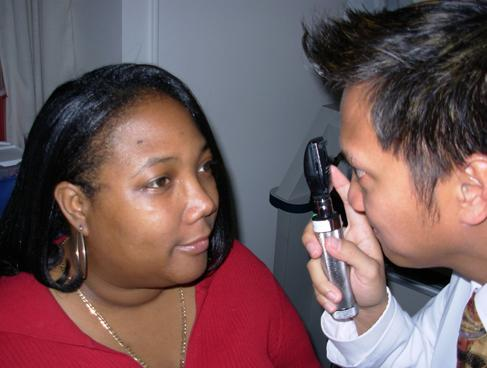
Осмотр глазного дна офтальмолог

Офтальмоскопи́я (греч. «Οφθαλμος» глаз и «Σκόπεο»  рассматривать, исследовать) — осмотр глазного дна с помощью специальных инструментов (офтальмоскопа или фундус-линзы), который позволяет оценить сетчатку, диск зрительного нерва, сосуды глазного дна. Определить различную патологию: места разрывов сетчатки и их количество; выявить истончённые участки, которые могут привести к возникновению новых очагов болезни.
Исследования могут проводиться в различном виде: в прямом и обратном, с узким и широким зрачком.
Офтальмоскопия входит в стандартный осмотр врача-офтальмолога и является одним из важнейших методов диагностики заболеваний глаз.
Помимо глазных заболеваний, офтальмоскопия помогает в диагностике таких патологий, как диссеминированной кандидемии, цитомегаловируса у ВИЧ-инфицированного пациента, а также определение стадии диабета, гипертонии и многих других, так как именно при этом исследовании можно визуально оценить состояние сосудов человека. А также помогает диагностировать аутоиммунные заболевания, например синдром Шегрена.
При невозможности видеть глазное дно непосредственно (из-за помутнения преломляющих сред) прибегают к аутоофтальмоскопии. А в последние годы с появлением ретинофота возникла возможность не только осмотреть, но и сфотографировать глазное дно.

## Аутоофтальмоскопия
Аутоофтальмоскопи́я — метод, позволяющий оценить сохранность функционального состояния центральных отделов сетчатки даже при непрозрачных оптических средах глазного яблока.

## Типы
Она бывает двух основных типов:
- Прямая офтальмоскопия, при которой получается прямое (неперевёрнутое) изображение примерно с 15-кратным увеличением.
- Непрямая офтальмоскопия, при которой получается перевёрнутое изображение с увеличением в 2-5 раз. Изобрёл её Чарльз Бэббидж.

| Элементы                          | Прямая офтальмоскопия                  | Непрямая офтальмоскопия                  |
| --------------------------------- | -------------------------------------- | ---------------------------------------- |
| Собирающая линза                  | Не требуется                           | Требуется                                |
| Расстояние от эксперта            | Как можно ближе к глазу                | На расстоянии вытянутой руки             |
| Изображение                       | Мнимое изображение, Прямое изображение | Действительное изображение, перевернутое |
| Освещение                         | Неяркое                                | Яркое                                    |
| Пятно в фокусе                    | Порядка 2 диаметров диска              | Порядка 8 диаметров диска                |
| Бинокулярное зрение               | Отсутствует                            | Присутствует                             |
| Доступный вид глазного дна        | Чуть дальше экватора                   | До периферии сетчатки                    |
| Экспертиза через мутный хрусталик | Не возможна                            | Возможна                                 |

Каждый тип офтальмоскопии имеет особый тип офтальмоскопа:
- Прямой офтальмоскоп является инструментом размером c небольшой фонарик с несколькими объективами, которые могут увеличить до 15 раз. Этот тип офтальмоскопии наиболее часто используется во время осмотра.[5].

- Непрямой офтальмоскоп представляет собой источник света, прикреплённый к головной дужке, в дополнение к небольшой карманной линзе. Это обеспечивает более широкий вид внутренней части глаза. Кроме того, обзор глазного дна получается лучше, даже если хрусталик мутный[5]. Непрямой офтальмоскоп может быть моно- или бинокулярным. Он используется для осмотра периферии сетчатки.

## Расширение зрачка для осмотра глазного дна
Для расширения зрачка перед началом процедуры используют:
- Мидриатические капли.

- Парасимпатические антагонисты: парализуют круговую мышцу радужки (мидриаз) и цилиарную мышцу (нарушение аккомодации).
  - Тропикамид(Tropicamide): 1-2 капли (0,5 %) за 15-20 минут до исследования; может повторяться каждые 30 минут PRN. Людям с сильно пигментированными глазами могут потребоваться большие дозы.
  - Циклопентолат(Cyclopentolate): 1 капля 1 %, затем ещё одна капля через 5 мин; 2 % раствор при сильно пигментированной радужке.
  - Атропин(Atropine): (1 % раствор): закапывать по 1-2 капли за 1 час до процедуры.
  - Гоматропин(Homatropine): 1 капля 2 % раствора непосредственно перед процедурой; повторить с интервалом 10 мин PRN.
- Симпатические агонисты:
  - Фенилэфрин(Phenylephrine): 1 капля 2,5 % или 10 % раствора, можно повторять через 10-60 мин.

- Противопоказания: травма головы, требующая наблюдения[1].